# Jancsovics Pál
Jancsovics Pál (Alberti, 1817. szeptember 17. – Gyula, 1894. február 24.) megyei alispán, királyi tanácsos.

## Életútja
Nemes Jancsovics György evangélikus néptanító és Farok Judit fia. A gimnázium négy alsó osztályát Mezőberényben végezte; atyja halála (1831) után anyja a selmecbányai evangélikus líceumba küldte, ahol öt évet töltött. Itt már önerejére volt utalva és kis gyermekek tanításával tartotta fenn magát. Innen 1837-ben Pozsonyba ment, ahol a két évi teológiai tanfolyamot elvégezte és mint teológiai kandidátus tért vissza Szarvasra Jancsovics István bátyjához, aki ott mint lelkész működött. Azért, hogy a külföldi egyetemeken folytathassa tanulmányait, a szükséges költségek megszerzése végett néptanító volt két évig Szarvason. A szabadelvű eszmék e korban terjedni kezdvén, a jogi pályára lépett és az eperjesi kollégiumban a jogot hallgatta. Az 1844. évi országgyűlésre Wenckheim Béla báró, akkori Békés vármegyei követ hívta maga mellé titkárnak; azon évben letette az ügyvédi vizsgát, és az országgyűlés után Pesten Kubinyi, később Sarlai táblai ügyvédek mellett gyakornokoskodott. 1846 őszén Czindery László somogyi főispán hívta maga mellé titkárnak. 1847-ben Pozsonyba távozott és ott Dessewffy Emil gróf lapszerkesztő országgyűlési tudósítójául szerződött, mely minőségében az országgyűlés végéig működött. Innét Budapestre, majd Szarvasra ment, ahol a város jogtanácsosává választották. A pesti első népképviseleti országgyűlés megnyíltával (1848) hivataláról lemondván, Budapestre ment, ahol Szemere Bertalan belügyminiszter a képviselőház országgyűlési naplójának szerkesztésével bízta meg, mely minőségben a világosi fegyverletételig tevékenykedett, ekkor Szarvasra menekült. (1848-ban Békés vármegye tiszteletbeli táblabírójává nevezték ki). A szabadságharc alatt nevét Bodacsonyira változtatta; de mivel az osztrák kormány a nemzeti kormány által engedélyezett névváltoztatásokat semmiseknek deklarálta, ismét ősi nevét vette fel. 1851. január 27-én nőül vette báró Wasmer Idát, s Szarvason telepedett le, ahol azonban a szabadságharcban való részvétele miatt ügyvédi diplomájától megfosztatott. Miután ezt egy év múlva visszanyerte és az osztrák jogból is letette Nagyváradon az ügyvédi vizsgát, egészen 1867-ig ügyvédkedett; ekkor az április 13-ai első alkotmányos tisztújításon Békés vármegye másodalispánjává választatott és ezen hivatalában 1871-ben, 1877-ben, 1883-ban és 1889-ben is megerősítést nyert. Az 1870-es években Jancsovics nagy erélyt fejtett ki a Békés vármegyei árvizek körül és ezen érdemeinek elismerése fejében kapta a királyi tanácsosi címet. 
Cikkei a Pesti Hirlapban (1841. 91. sz. Magyarosodás ügyében, Népnevelési eszmék); a szépirodalmi lapokban (1846-47. álnév alatt írt); az Életképekben (1847. I. Czáfolatul Szabó Richardnak, A fényüzés); a békési lapokba is írt.